# Craugastor bocourti
Craugastor bocourti је жаба из фамилије Craugastoridae. Живи у планинама Гватемале на 1300—1700. м надморске висине. Развиће је директно и није везано за воду. На Црвеној листи угрожених врста ИУЦН-а има статус VU - рањив. До смањења броја и угрожености ове врсте долази због губитка станишта услед развоја пољопривредног земљишта, сече шума и ширења људских насеља.